# Jaśkiewicze (rejon nieświeski)
Jaśkiewicze (biał. Еськавічы, Jeśkawiczy; ros. Еськовичи, Jeśkowiczi) – wieś na Białorusi, w obwodzie mińskim, w rejonie nieświeskim, w sielsowiecie Lipa, nad Uszą, przy Rezerwacie Malewskim.

## Historia
W dwudziestoleciu międzywojennym leżały w Polsce, w województwie nowogródzkim, w powiecie nieświeskim, w gminie Łań. W 1921 miejscowość liczyła 614 mieszkańców, zamieszkałych w 110 budynkach, w tym 612 Białorusinów i 2 Polaków. 611 mieszkańców było wyznania prawosławnego i 3 rzymskokatolickiego.
Po II wojnie światowej w granicach Związku Sowieckiego. Od 1991 w niepodległej Białorusi.